# Friedrich Wilhelm Daniel Snell
Friedrich Wilhelm Daniel Snell (* 26. Oktober 1761 in Dachsenhausen; † 28. Oktober 1827 in Gießen) war ein deutscher Historiker, Philosoph und Mathematiker.

## Leben
Snell stammte aus einer hessischen Akademikerfamilie, war Sohn des Pfarrers und Schriftstellers Johann Peter Snell. Der Politiker und Lehrer Christian Wilhelm Snell war sein Bruder. Die Brüder erhielten zunächst von ihrem Vater privaten Unterricht. 1780 ging er zum Studium der Theologie an die Universität Gießen. Zugleich hörte er auch Mathematik, Geschichte, Naturwissenschaften und Literatur. 1783 wurde er Hauslehrer bei Johann Wilhelm Kekulé, dem Amtmann und Rentmeister in Braubach. In dieser Zeit wurde klar, dass Snell aufgrund eines Sprachfehlers und seiner schwachen Stimme nicht für den Beruf des Geistlichen geeignet war. Er entschied sich deshalb für das Lehramt. 1784 wurde er am Pädagogium Gießen angestellt, wobei er unter anderem Mathematik unterrichtete.
Snell wurde, von Freunden motiviert, 1789 Privatdozent an der Gießener Universität. Während er seine Stelle am Pädagogium behielt, wurde er 1790 an der Universität zum außerordentlichen Professor der Philosophie ernannt. 1800 erhielt er die Ernennung zum ordentlichen Professor, 1805 wurde ihm schließlich ein Lehrstuhl der Geschichte übertragen. Damit ging seine Entpflichtung am Pädagogium einher. Allerdings lag sein Interesse weiterhin im Bereich der Philosophie und der Mathematik und nicht der Geschichte. 1808 wurde ihm von der Philosophien Fakultät die Ehrendoktorwürde (Dr. phil. h.c.) übertragen. Er wurde Mitglied der Pädagogcommission, die die Oberaufsicht über die oberhessischen Gymnasien innehatte. Außerdem war er ab 1821 Ephorus der Stipendiaten.

## Werke (Auswahl)
- F. W. D. Snells Vermischte Aufsätze: I. Uber die Methode bey dem mathematischen Elementar-Unterricht; II. Ueber die Lehre von der moralischen Freyheit nach Kantischen Principien; III. Ueber Herrn Professor Ulrichs Eleutheriologie oder über Freyheit und Nothwendigkeit, Krieger, Gießen 1789.
- Darstellung und Erläuterung der Kantischen Critik der ästhetischen Urtheilskraft, 2 Bände, Schwan und Götz, Mannheim 1791–1792.
- Über die Gleichmüthigkeit, Gießen 1793.
- Lehrbuch für den ersten Unterricht in der Philosophie
  - Band 1: Erfahrungsseelenlehre, Logik, Metaphysik und Aesthetik, Heyer, Gießen 1794.
  - Band 2: Moral, Naturrecht, moralische Religionslehre, Heyer, Gießen 1794.
- Menon oder Versuch in Gesprächen, die vornehmsten Punkte aus Kants Kritik der praktischen Vernunft zu erläutern, 2. Auflage, Schwan und Götz, Mannheim 1796.
- Erste Grundlinien der Logik, Tasché & Müller, Gießen 1804.
- mit Christian Wilhelm Snell: Handbuch der Philosophie für Liebhaber, 5 Bände, Tasché & Müller, Gießen 1802–1807.
- Anfangsgründe der Naturlehre: zum Gebrauch für Schulen, auch zum Selbstunterricht für Liebhaber dieser Wissenschaft, Tasché und Müller, Gießen 1806.
- Leichtes Lehrbuch der Arithmetik, Geometrie und Trigonometrie für die ersten Anfänger, 4. verbesserte Auflage, Heyer, Darmstadt und Gießen 1813.